# Arundinella flavida
Arundinella flavida är en gräsart som beskrevs av Yi Li Keng. Arundinella flavida ingår i släktet Arundinella och familjen gräs.
Artens utbredningsområde är Vietnam. Inga underarter finns listade i Catalogue of Life.